# Łazy (Strzebiń)
Łazy (niem. Laasen) – część wsi Strzebiń w Polsce, położona w województwie śląskim, w powiecie lublinieckim, w gminie Koszęcin. Wchodzą w skład sołectwo Strzebiń.
W latach 1975–1998 Łazy położone były w województwie częstochowskim.
Bezpośrednio z Łazami sąsiaduje część Strzebinia oraz wieś Sitki.
Obszar Łazów zamieszkuje 166 osób.